# Uranienborg (Oslo)
 Ikke at forveksle med Uranienborg.
Uranienborg er navnet på et kvarter i bydelen Frogner i Oslo i Norge, og tidligere en del af Bydel Uranienborg-Majorstuen (1988-2003). Boligstrøget består af bygårde, og har længe været populært: Det har fin arkitektur, er nær centrum, og har kun lidt trafik.

## Afgrænsning
Strøgets hoveddel ligger mellem Holtegata i nordvest, Uranienborgveien i nordøst, Briskebyveien og Riddervoldgate i sydvest, og Inkognitogata i sydøst; Uranienborg terrasse (som ligger øst for Uranborgveien) er med i området.
Uranienborg har dermed Briskeby i nord og vest, Homansbyen i øst, og Bag Slottet i sydøst.

## Historie
Kvarteret har navn efter en gammel løkke udskilt fra gården Frogner, antagelig opkaldt etter den danske astronom Tycho Brahes slot og observatorium på øen Hven i Øresund.
Udbygningen af Uranienborg startede i 1880-tallet, og Uranienborg kirke blev indviet i 1886. Denne kirke ligger i Uranienborgparken, en park på en bakke i området. Boligbygningen mellem Uranienborgveien og Riddervolds gate startede oppe ved Uranienborgveien omkring år 1885 med bygårdene Oscars gate 35-39 og 32-34 – og nederst ved Riddervolds gate med bygårdene Riddervolds gate 7 og Oscars gate 59.
59°55′20.402″N 10°43′7.5036″Ø / 59.92233389°N 10.718751000°Ø